# Isin

Isin y Babilonia durante la dinastía casitas,

Isin fue una antigua ciudad-estado de la Baja Mesopotamia.

## Historia
Se originó como un pequeño poblado, fundado por los sumerios en la Baja Mesopotamia, que creció, transformándose en una aldea y luego en una ciudad-Estado. Se nombra como independiente hacia 2400 a. C. pasando hacia 2350 a. C. a manos de Lugalzagesi de Umma y, tras la derrota de este a manos de Sargón I, al dominio acadio.
Hacia 2200 a. C. volvía a ser independiente y hacia mediados del siglo XXI a. C., el rey de Ur, se hizo amo de la región de Isin y Mari. 
En 2015 a. C., el gobernador hurrita de esta última ciudad, Ishbi-Erra, usurpa el trono de Isin y comienza sus conquistas: en 2015 a. C., Nippur, hacia 2000 a. C., Ešnunna, y en 1998 a. C., Ur, Eridu y Uruk. En 1985 a. C. muere Ishbi-Erra y lo sucede Shu-Ilishu (1985 a. C.-1975 a. C.), y después Iddindagam (1975 a. C.-1954 a. C.). En 1970 a. C. sometió a la ciudad de Der. En 1954 a. C., Ishmedagan, sucedió a Iddindagam. La hegemonía comenzó a agotarse cuando, en 1925 a. C., Larsa conquistó Ur, Uruk y Eridu. En 1898 a. C. Isin reconquistó Ur efímeramente. En 1875 a. C., Larsa ya tenía la hegemonía e Isin había quedado reducida a la ciudad, a su propio territorio y a la ciudad de Nippur, que Larsa ocupó en 1895 a. C. pero Isin recuperó, y  que osciló entre ambas. 
En 1865 a. C. el rey vasallo de Uruk se independizó. En 1838 a. C. perdió otra vez Nippur a manos de Larsa. pero pudo volverla a recuperar. En 1835 a. C., Larsa ocupó Nippur, pero caída la dinastía de Isin, Nippur se hizo independiente (1834 a. C.), hasta que al año siguiente Isin la ocupó. En 1830 a. C., Isin la tuvo que conquistar de nuevo, puede que por una revuelta o por una conquista de Larsa. En 1828 a. C., Larsa conquistó Nippur e Isin la recuperó en 1813 a. C., pero solo por un año, entonces en 1812 a. C., Larsa la conquistó por enésima vez. En 1802 a. C., Isin recuperó Nippur. En 1793 a. C., Larsa, ocupó Isin. Nippur se hizo efímeramente independiente pero también fue ocupada. En 1762 a. C., pasó a Babilonia, que la mantendrá con la excepción de cortos periodos de dominio de Asiria (1235 a. C.-1227 a. C.), Elam (1159 a. C.-1156 a. C.), y de independencia (1156 a. C.-1135 a. C.). Después siguió la historia de Babilonia.

## Dinastías y reyes

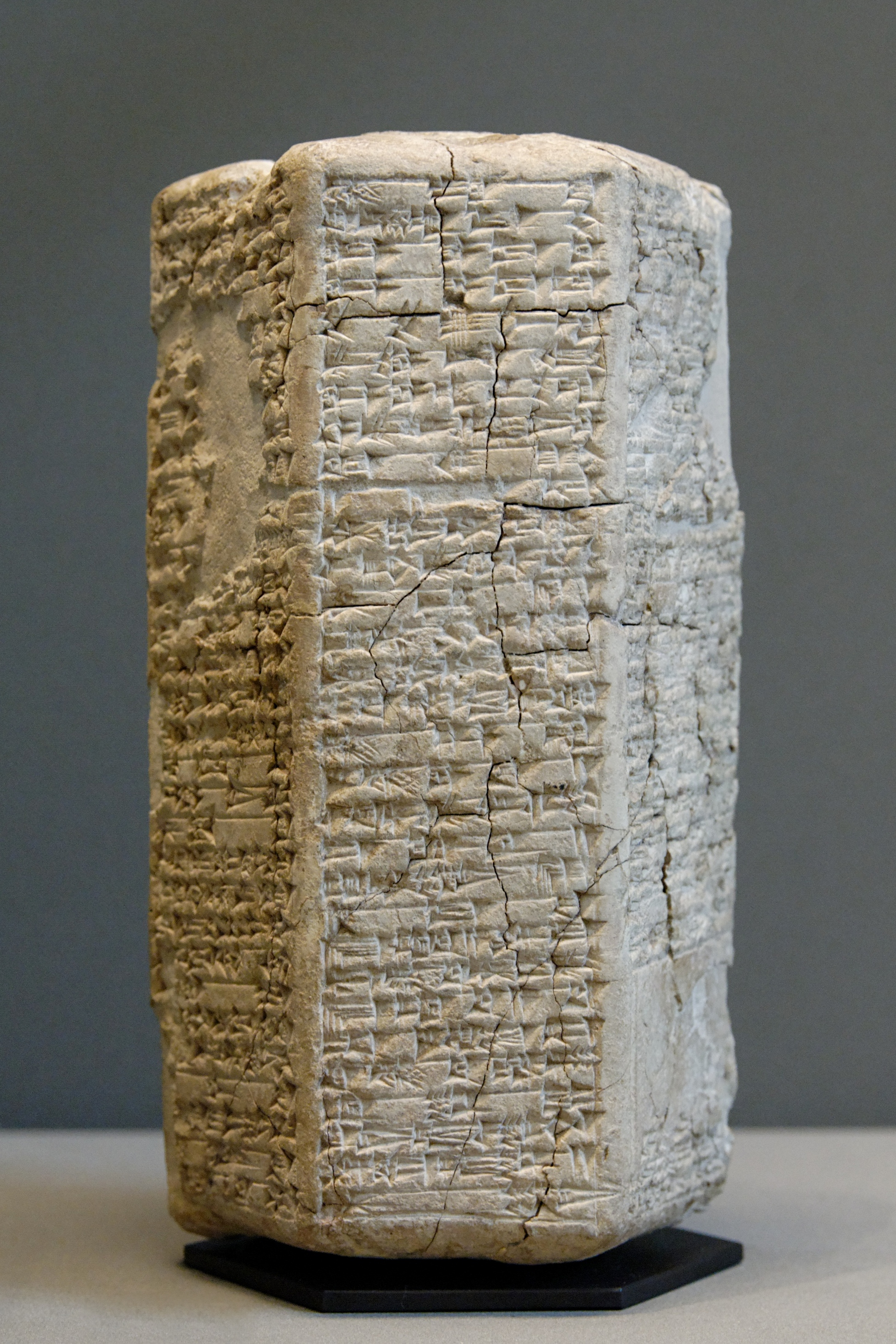
Himno a Iddindagan, ca. 1950 a. C., Museo del Louvre.

### Primera Dinastía
- Ishbierra 2017-1985 a. C.
- Shu-Ilishu 1984-1974 a. C.
- Iddin-Dagan 1974-1953 a. C.
- Ishmedagan1953-1934 a. C.
- Lapiteshtar 1934-1923 a. C.
- Urninurta (usurpador) 1923-1895 a. C.
- Bursin 1895-1874 a. C.
- Lipitenul 1874-1869 a. C.
- Erraimitti1869-1861 a. C.
- Enlilbani 1861-1837 a. C.
- Zambiya 1837-1834 a. C.
- Iterpisha 1834-1830 a. C.
- Ur-Dul-Kuga 1830-1827 a. C.
- Sin-Magir 1827-1816 a. C.
- Damiq-ilishu 1816-1793 a. C.

### Período de dominación extranjera
- Dominación de Larsa 1793-1762 a. C.
- Dominación de Babilonia 1762-1235 a. C.
- Dominación de Asiria 1235-1227 a. C.
- Dominación de Babilonia 1227-1159 a. C.
- Dominación de Elam 1159-1156 a. C.

### Reindependencia: Segunda Dinastía
- Marduk Kabitahkheshu 1156-1139 a. C.
- Ittimardukbalatu 1139-1135 a. C.

En 1135 a. C, el segundo rey de la Segunda Dinastía de Isin, Itti-Marduk-balatu, traslada la sede de Gobierno a Babilonia.
- Datos: Q501259
- Multimedia: Isin / Q501259